# Хуан Карлос Гонзалес
Хуан Карлос Гонзалес Ортиз (шп. Juan Carlos González Ortiz; 22. август 1924, Монтевидео — 15. фебруар 2010, Буенос Ајрес) био је уругвајски фудбалер, који је играо на позицији одбрамбеног играча. Наступао је за Фудбалску репрезентацију Уругваја у два меча на Светском првенству у фудбалу 1950. и тако помогао својој репрезентацији да дође до трофеја.

## Биографија
Рођен је у Монтевидеу 1924. Каријеру је започео 1945. у фудбалском клубу Пењарол, у ком је остао до краја своје каријере 1954. Умро је у Аргентини 2010. године, у 85. години живота. Сахрањен је у Олимпијском маузолеју, у Буеку.

## Трофеји
Пењарол
- Прва лига Уругваја: 1945, 1949, 1951, 1953, 1954.

Фудбалска репрезентација Уругваја
- Светско првенство у фудбалу 1950.